# Moldavia en los Juegos Olímpicos de Nagano 1998
Moldavia estuvo representada en los Juegos Olímpicos de Nagano 1998 por un total de 2 deportistas que compitieron en biatlón.  
El portador de la bandera en la ceremonia de apertura fue el biatleta Ion Bucsa. El equipo olímpico moldavo no obtuvo ninguna medalla en estos Juegos.